# Muzej prirodnih nauka Sabiha Kasimati
 Muzej prirodnih nauka Sabiha Kasimati je najveća naučna, obrazovna i kulturna institucija i jedini studijski centar o biodiverzitetu u Albaniji i šire, osnovana 1948. godine u Tirani. Od 2018. godine muzej nosi ime Sabihi Kasimati, tragično nastradale u masakru u Albaniji 1951. godine, prve albanske naučnice koja je dala veliki doprinos u istraživanju riba Albanije.

## Istorija
Muzej je osnovan neposredno nakon Drugog svetskog rata  u Tirani 1948. godine, i imao je ogranke za zoologiju, botaniku i geologiju. Devet godina nakon osnivanja Univerziteta u Tirani, muzej je ušao u sastav Prirodno-matematičkog fakulteta, odsek za zoologiju (odeljanja za zoologiju i botaniku). Dok je deo za mineralogiju i paleontologiju ušao u sastav Rudarsko-geološkog fakulteta (danas dela Politehničkog univerziteta u Tirani). 
Muzej je reorganizovan Godine 1969. godine i obogaćen novim artefaktima, a 1996. godine proglašen je za organizacionu univerzitetsku uslužnu jedinicu, u oblasti prirodnih nauka — botanike, zoologije i geologije.
Muzej ima mnogo eksponata iz životinjskog sveta Albanije. U zbirkama postoje kolekcija egzotične faune, eksponati najzastupljenijeg drveća i grmlja i industrijskih biljaka. Sektor geologije poseduje i prikazuje glavne minerale i stene u Albaniji, itd. 

### Istorijat zgrade u kojoj je muzej osnovan
Zgrada u kojoj je osnovan muzej prirodnih nauka u Tirani tokom svog postojanja imala je različite funkcije. U vreme režima kralja Zogua bila je studenski dom, Dormitory „Naim Frasheri”. Za vreme fašističkog italijanskog režima, služila je kao radionica za popravku avionskih motora. Po završetku Drugog svetskog rata, tačnije 1948. godine u zgradi je osnovan Muzej prirodnih nauke. ;Muzej u procesu restitucije
U sklopu zakona o restituciji 2009. godine pojavila su se četiri privatna vlasnika lokacije na kojoj je zgrada muzeja i odlukom suda zgrada je postala njihovo vlasništvo. Mnogobrojne polemike koje je imao Univerzitete u Tirani sa vlasnicima ovog objekta i demosntracije studenata, nisu dale rezultate. 
Nedavno je muzej preseljen na drugu lokaciju u blizini tržnog centra elektronike, a vlasnici su zgradu muzeja pretvorili u gradilište budućeg poslovno-stambenog kompleksa.

## Naziv muzeja
Dana 8. marta 2018. godine muzej je dobio ime po Sabihi Kasimati, prvoj albanskoj naučnici koja je dala veliki doprinos u istraživanju morskih i slatkovodnih riba Albanije.

U znak priznanja dr Sabihi Kasimati, prvoj ženi doktoru prirodnih nauka u Albaniji, nesrećno stradaloj u masakru u Albaniji 1951. godine, jednoj od zločinačkih aktivnosti diktatora i staljiniste Envera Hodže, Muzeja prirodnih nauka dobio je njeno ime.  

Ceneći njen rad, doprinos nauci, a samim tim i celom čovečanstvu, ideja za dodelu imana muzeju Sabini Kasimati potekla je na dan žena 8. marta 2018. godine, od strane rektora univerziteta u Tirani, Muniri Konija, koji je predložio...
| „ | ...da se posthumno oda veliko prizanje dr Sabihi Kasimati i Muzej prirodnih nauka dobije njeno ime. | ” |

 Iste godine u  oktobru 2018. godine objavljena je i zvanična odluka da će nacionalni muzej prirodnih nauke u Tirani dobiti njeno ime i da će u njemu posebna tamatska postavka biti rezervisana za priču o njenom životu, delu, borbi za ženska i ljudak prava i tragičnoj smrti.

## Postavka
Muzej se sastoji od sedam paviljona u kojima se čuva 3.000 predmeta vezanih za bogatu biološku raznolikost Albanije, uključujući životinje (sisari, ptice, gmizavci, vodozemce, ribe, insekti i vodene beskričmenjaci) i biljke.

## Spoljašnje veze
Mediji vezani za članak Muzej prirodnih nauka Sabiha Kasimati na Vikimedijinoj ostavi